# Geotrupes douei
Geotrupes douei is een keversoort uit de familie mesttorren (Geotrupidae). De wetenschappelijke naam van de soort werd in 1841 gepubliceerd door Hippolyte Louis Gory.